# 쯔엉티낌뚜옌
쯔엉티낌뚜옌(베트남어: Trương Thị Kim Tuyền, 1997년 1월 2일~)은 베트남의 태권도 선수이다. 2017년 세계 태권도 선수권 대회에서 여자 핀급 준우승을 차지했으며, 아시아 선수권 대회에서 금메달 2개, 동메달 1개를 획득했다.